# Óscar Macías
Óscar Uriel Macías Mora, noto semplicemente come Óscar Macías (Guadalajara, 9 luglio 1998), è un calciatore messicano, centrocampista dell'Atlético San Luis.

## Caratteristiche tecniche
È un trequartista.

## Carriera
Cresciuto nel settore giovanile del Guadalajara, ha esordito in prima squadra il 23 ottobre 2017 disputando l'incontro di Primera División messicana vinto 3-2 contro il Veracruz.